# Église Saints-Claude-et-André-des-Bourguignon
L' église Saint-André-et-Saint-Claude-des-Francs-Comtois-de-Bourgogne (en italien : chiesa dei Santi Andrea e Claudio dei Borgognoni) est une église romaine située dans le rione Trevi sur la piazza San Claudio. Elle est dédiée aux saints Claude et André.
Ayant fait l'objet d'un accord bilatéral entre la France et le Saint-Siège, elle fait partie des Pieux Établissements de la France à Rome et Lorette et est à ce titre placée sous la tutelle de l'ambassade de France près le Saint-Siège. Elle est confiée aux prêtres du Saint-Sacrement, congrégation fondée en France en 1856 par saint Pierre-Julien Eymard dont les reliques sont déposées dans une chapelle de l'église. 

## Historique
L'église est léguée aux Francs-Comtois qui émigrèrent massivement au début du XVIIe siècle à Rome et y établirent en 1652 une confraternité située près de la piazza San Silvestro. En 1662, l'Oratoire ouvre un hospice accueillant les pèlerins et le pape Innocent XI déclare l'ensemble église nationale des Bourguignons.
L'église fut entièrement détruite en 1726 et reconstruite sur les plans d'Antoine Derizet à partir de juin 1728 pour être achevée en 1730 et consacrée l'année suivante. À partir de 1866, elle est accordée à la congrégation du Très-Saint-Sacrement.

## Architecture
La façade accueille deux importantes statues de saint André de Luc Breton et saint Claude de Guillaume Antoine Grandjacquet datant de 1771.

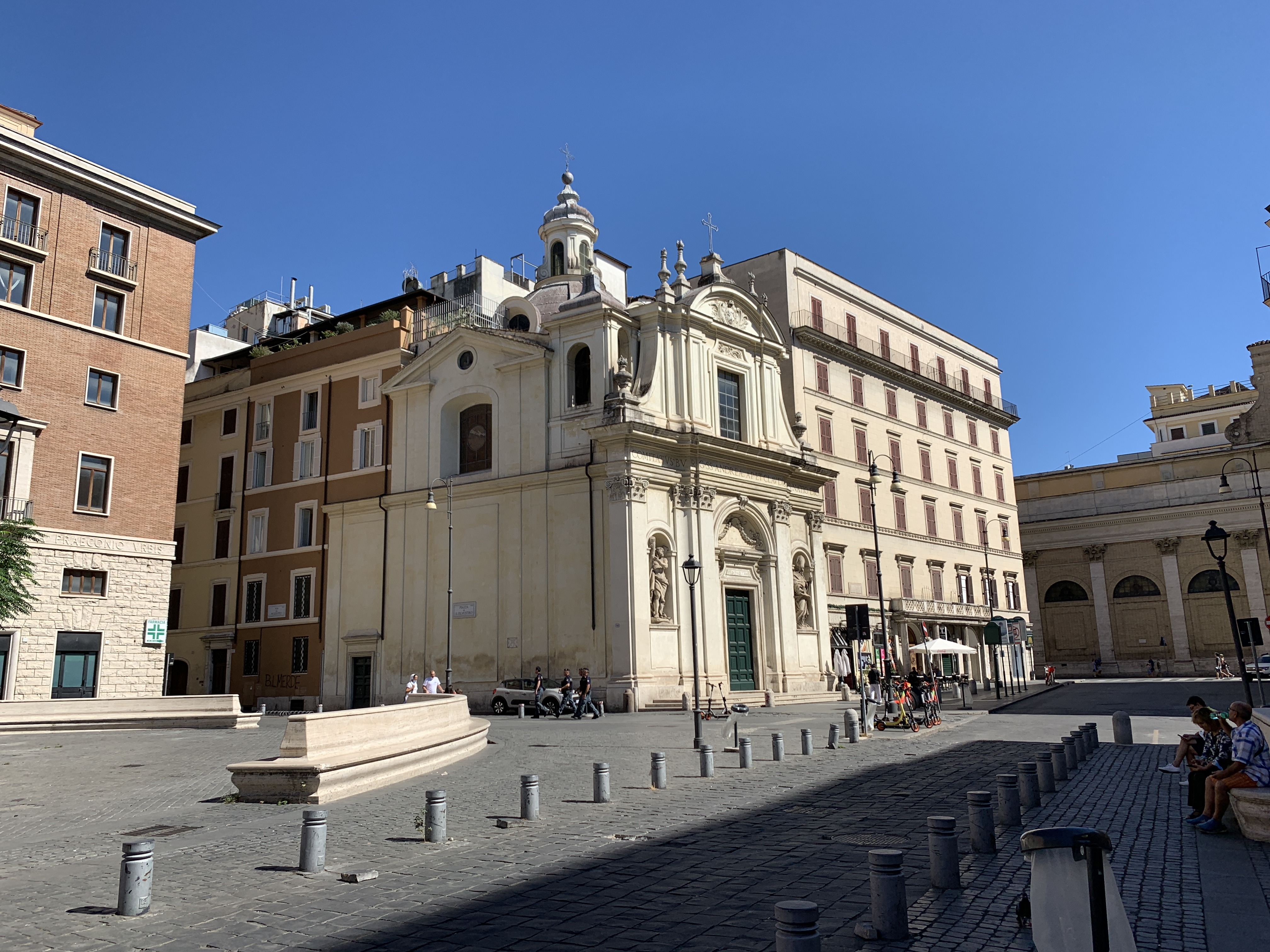
Vue d'ensemble sur la piazza San Claudio.
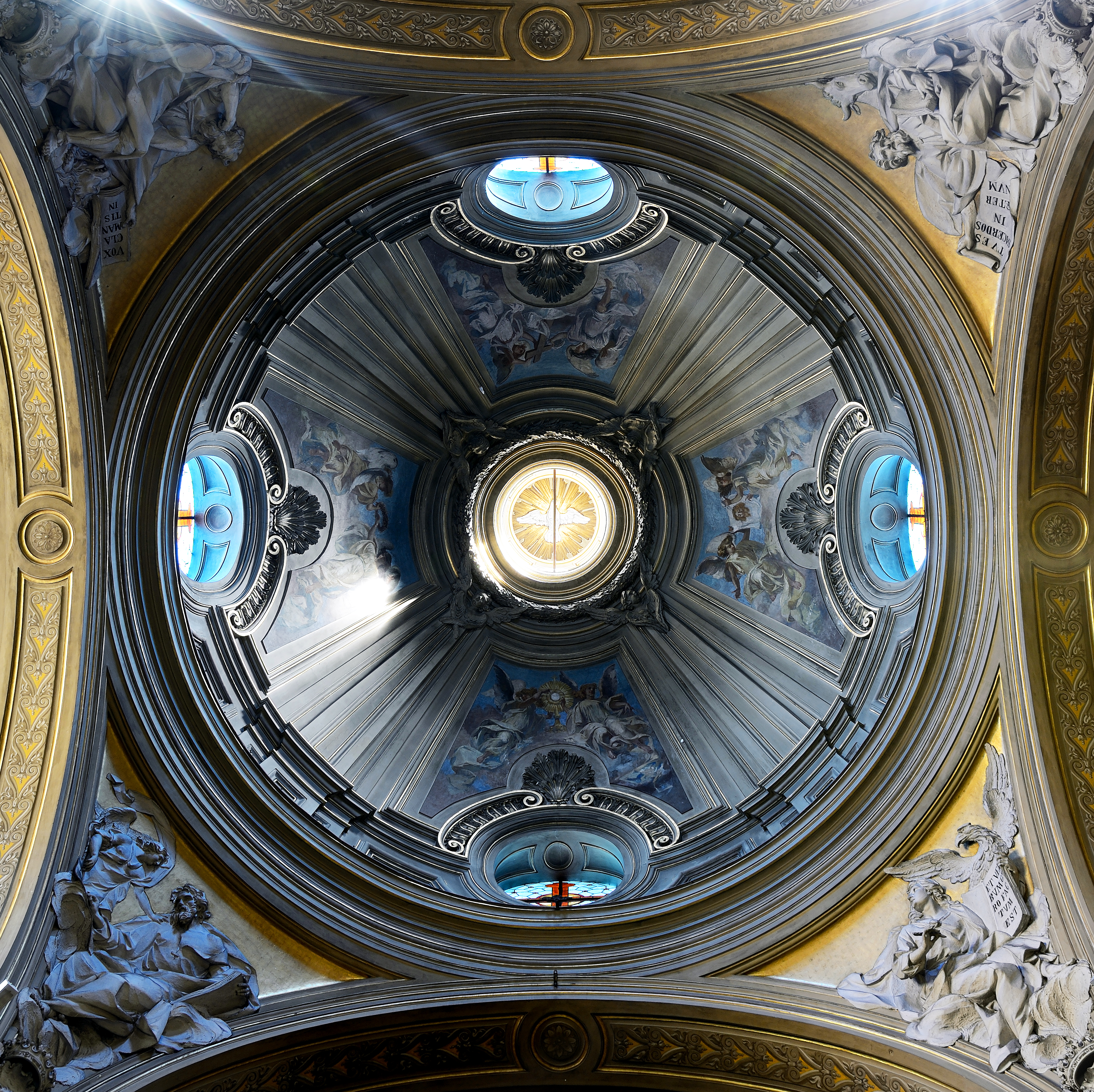
Coupole.
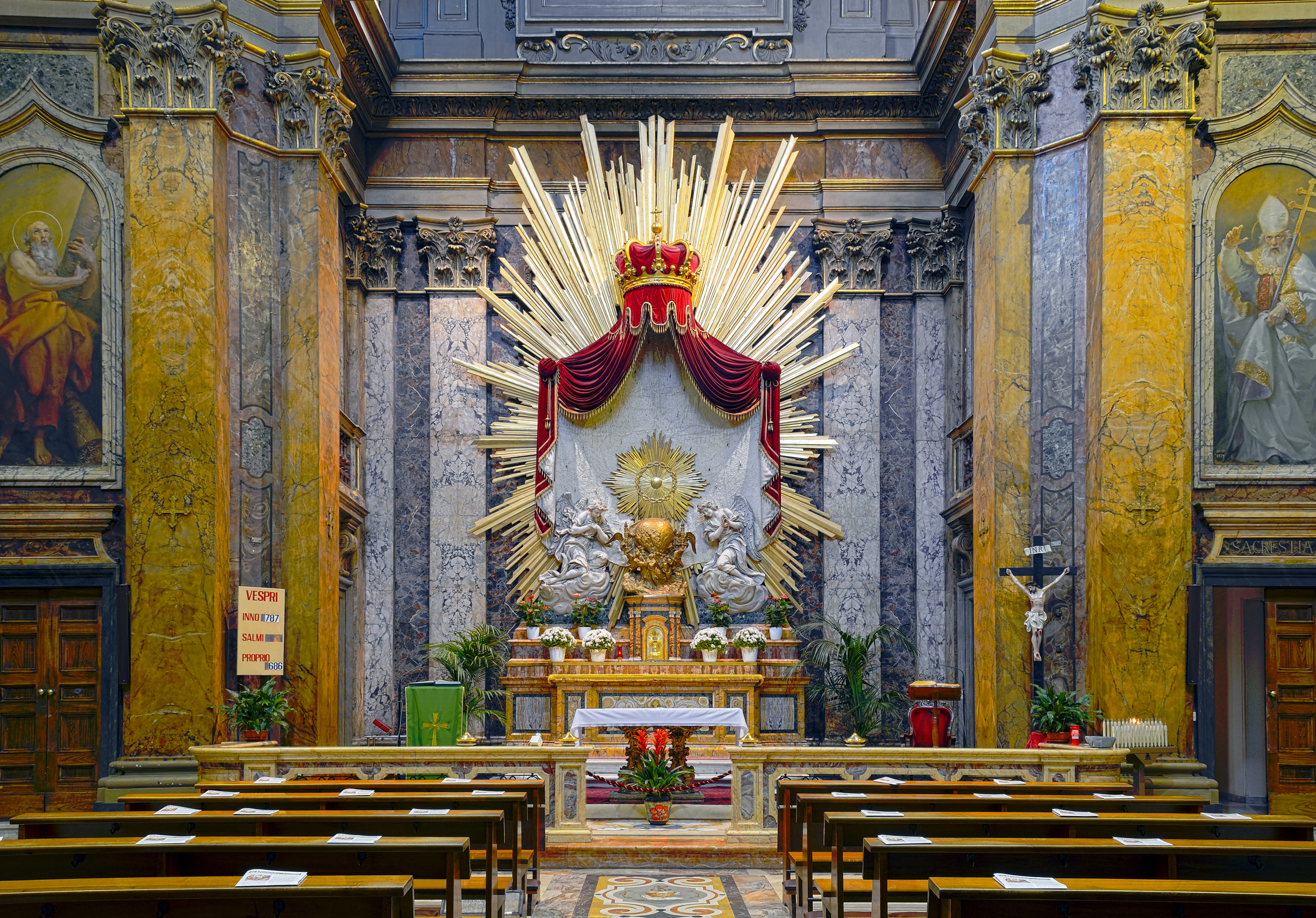
Intérieur.
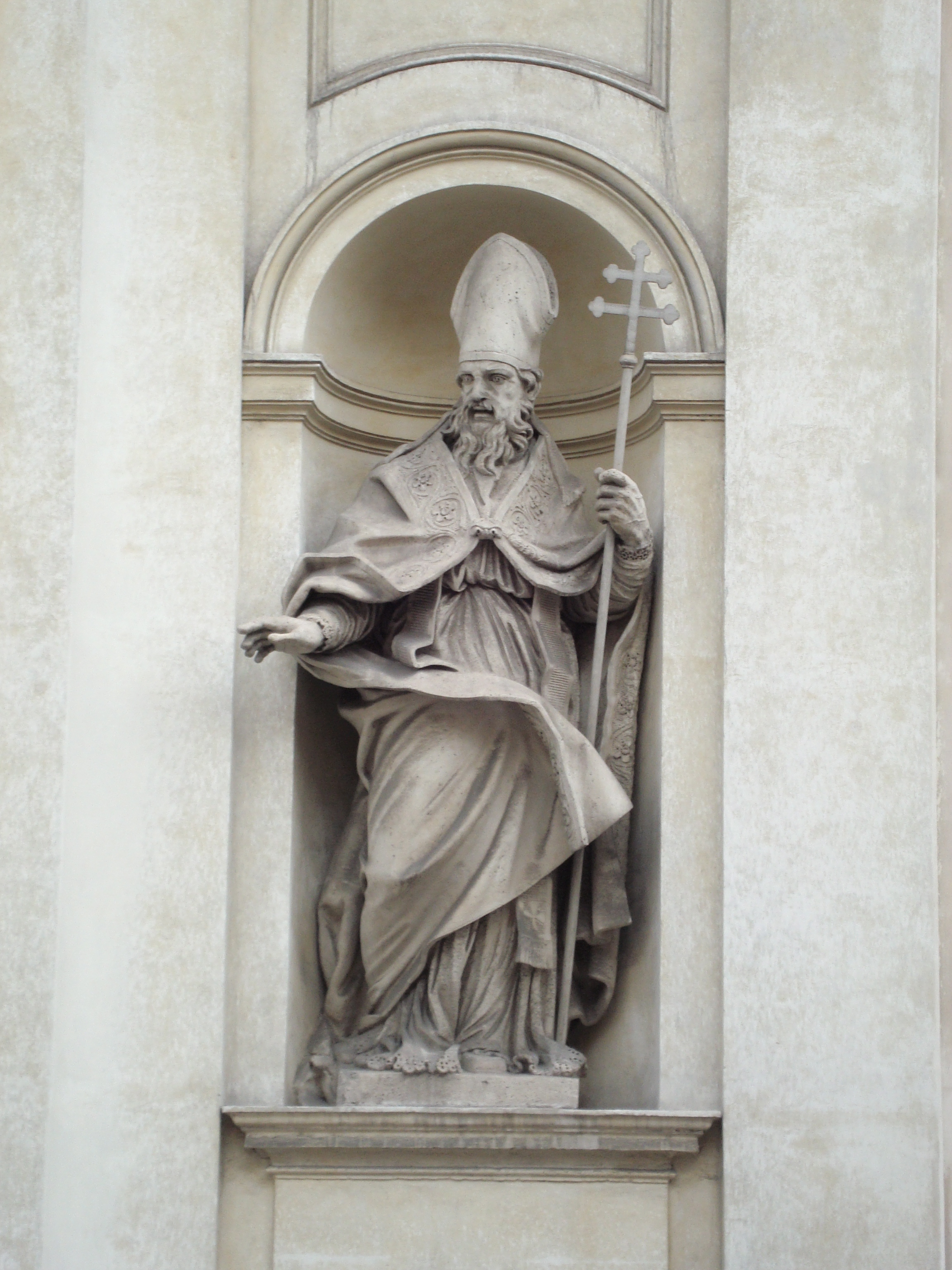
Statue de saint Claude.
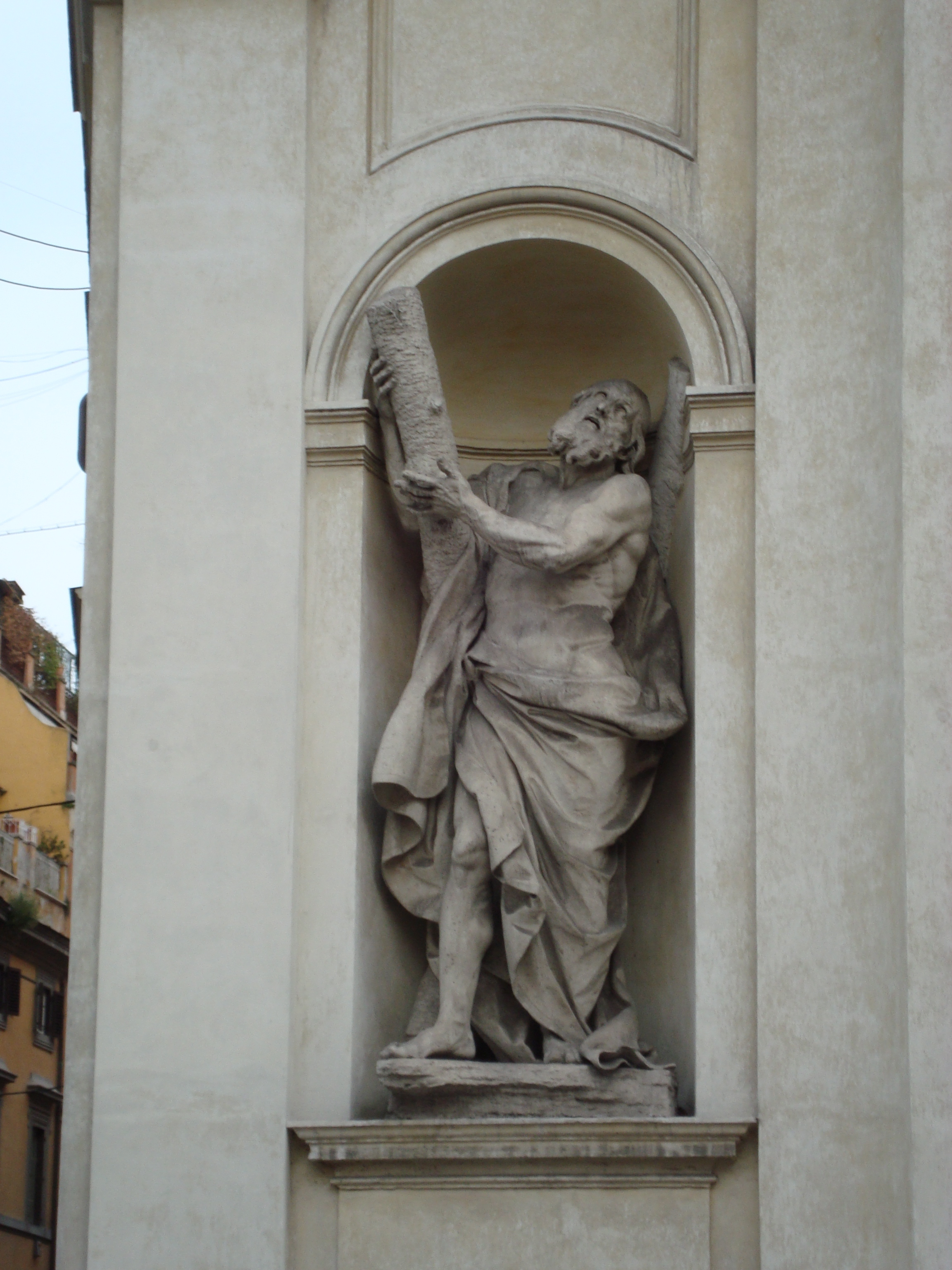
Statue de saint André.

### Articles liés
- Pieux Établissements de la France à Rome et Lorette
- Églises nationales implantées à Rome
- Liste des églises de Rome